# Museu de les Forces Armades d'Angola
El Museu de les Forces Armades d'Angola (portuguès Museu das Forças Armadas) és un museu militar instal·lat a la fortalesa de São Miguel a Luanda, Angola.
Inaugurat en 1975, després de la independència d'Angola, la col·lecció del museu inclou avions bimotors, carros de combat, armes diverses i artefactes utilitzats durant la Guerra de la Independència (1961-1974) i en la Guerra Civil (1975-2002) que la va seguir.
En el museu també es poden trobar diverses estàtues que adornaven avingudes i places de la Luanda colonial i que van ser retirades després de la a independència, entre altres la de Diogo Cão —primer europeu a trepitjar sòl angolès—, la de Paulo Dias de Novais —fundador de la ciutat de São Paulo da Assunção de Luanda—, la de Vasco da Gama —descobridor de la via marítima cap a l'Índia—, la de Luís de Camões —major poeta de llengua portuguesa—

## L'edifici
L'edifici és el primer d'aquest tipus a Angola i va ser construït en 1575 per Paulo Dias de Novais. Reforçat en la dècada de 1630 quan Luanda va ser nomenada capital d'Angola, durant el període de la Unió Ibèrica. Durant un temps va estar en mans de la Companyia Holandesa de les Índies Occidentals. recuperat per la corona portuguesa, va ser reformat i enriquit constantment. Algunes de les sales de l'edifici encara conserven murals de ceràmica portuguesa, en aquests es van retratar motius de la fauna africana, com a rinoceronts.

## Galeria d'imatges

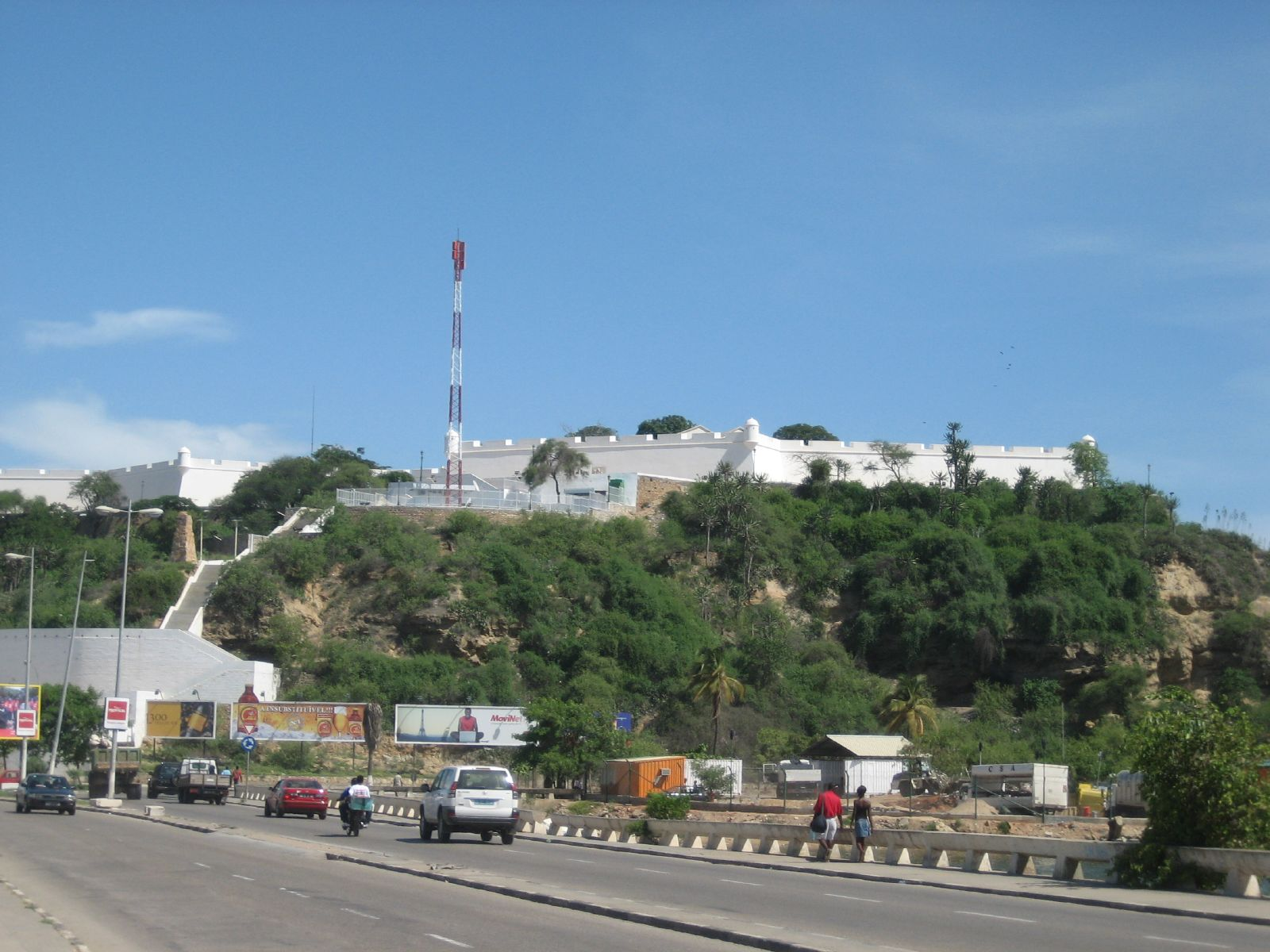
Vista general de la Fortalesa de São Miguel, que acull el museu
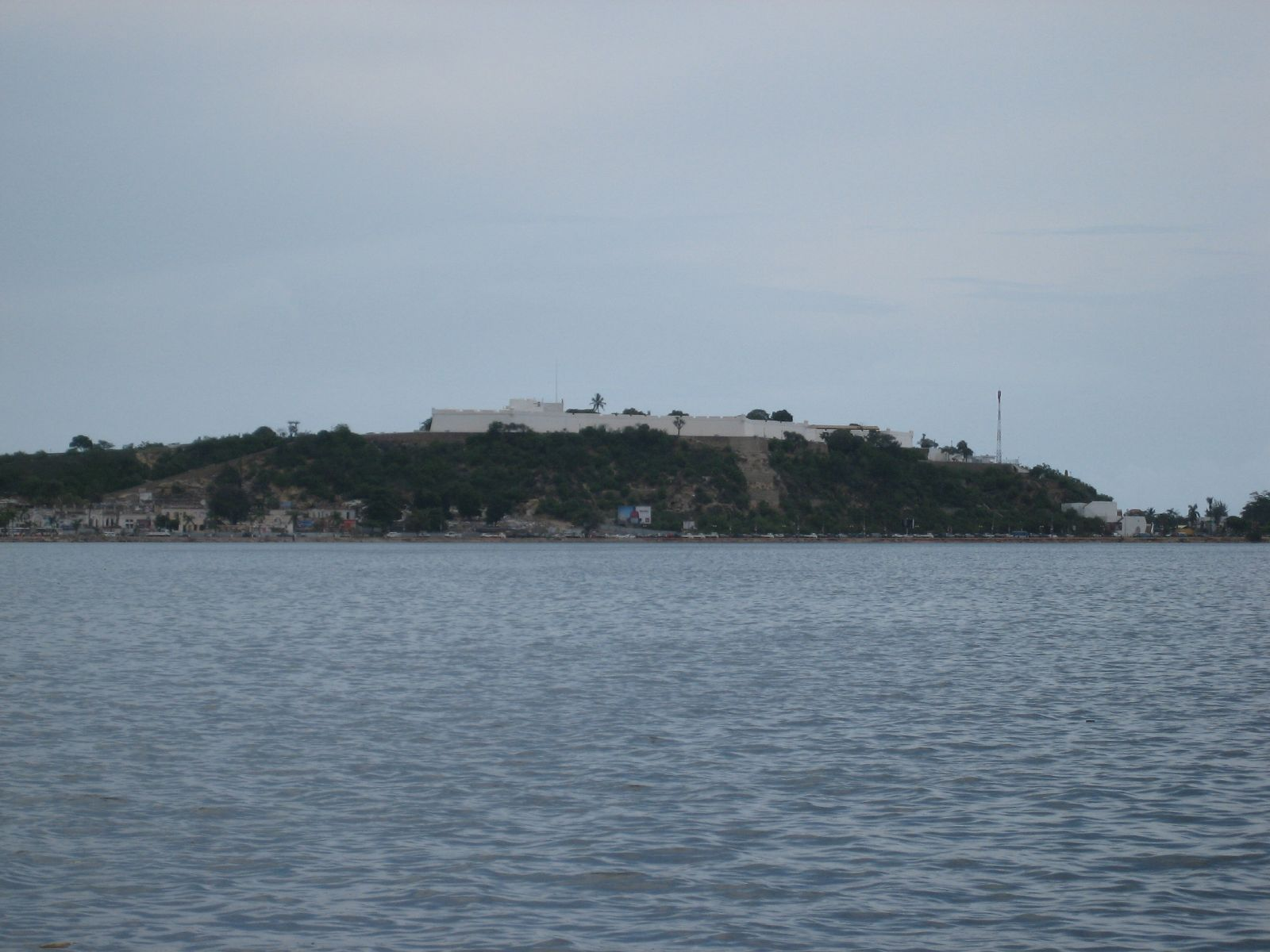
Vista des del promontori
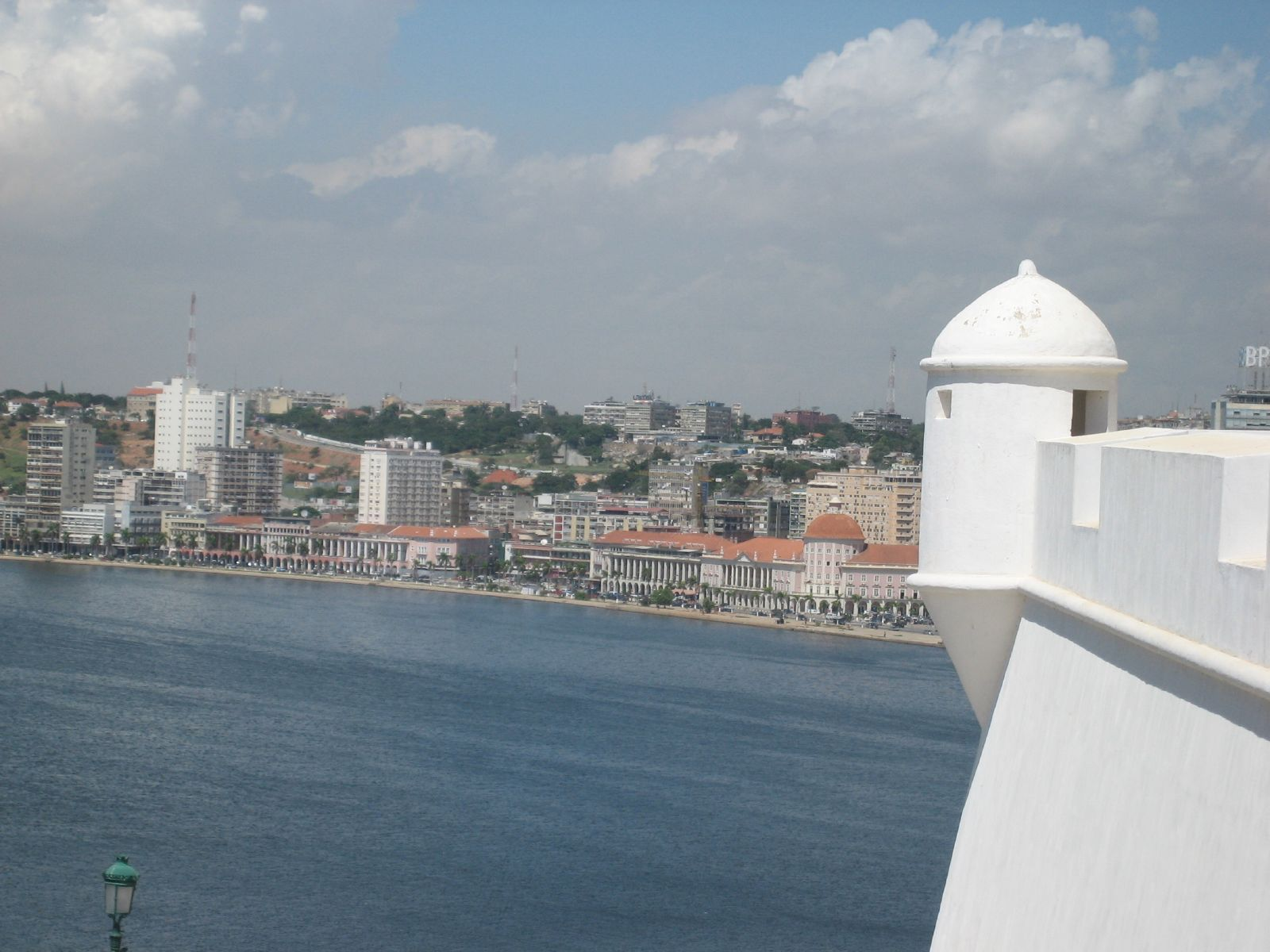
Una de las casamates del museu que mira vers la ciutat de Luanda
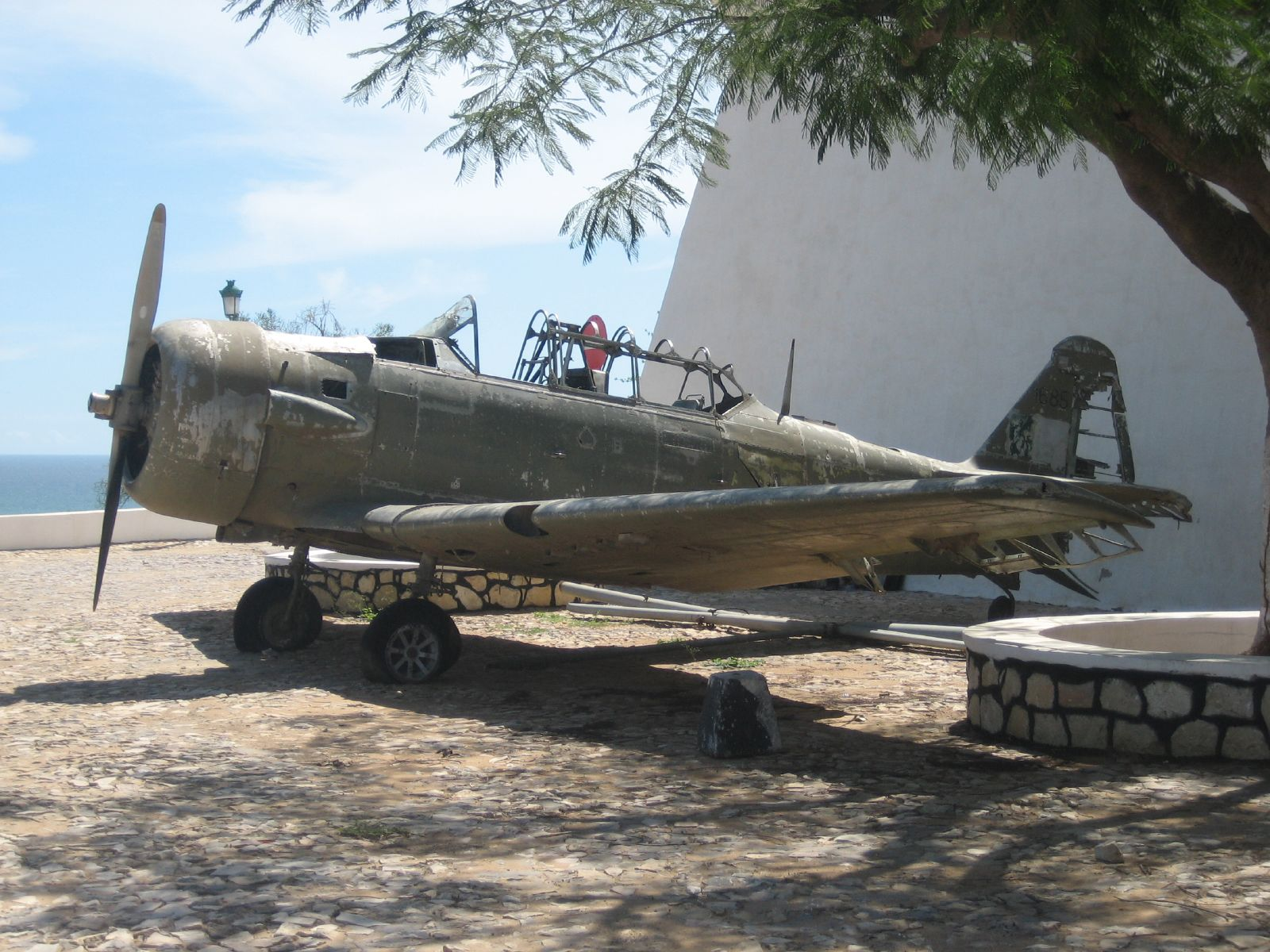
North American T-6 Texan de la força aèria portuguesa, una de les peces del Museu de las Forces Armades a Luanda, Angola.

## Llista d'objectes exhibits

### Vehicles
- BRDM-2[3]
- BTR-152[2]
- Buffel[2]
- Eland-90[4]
- GAZ-66[2]
- Panhard AML-90[3]
- Renault 6[2]
- UAZ-469[2]
- Withings Recovery Vehicle (SAMIL-100)[3]

### Artilleria
- 15 cm sFH 18[2]

### Miscel·lània
- 9K38 Igla[2]
- Ox-wagon[2]
- T-6 Texan[2]
- Restes derribats de Puma i Mirage IIIRZ de les Forces Aèries Sud-africanes[2]